# Friona striolata
Friona striolata är en stekelart som beskrevs av Cameron 1902. Friona striolata ingår i släktet Friona och familjen brokparasitsteklar. Inga underarter finns listade i Catalogue of Life.